# Orangered
Orangered ist eine Riesenaprikose Sie entstand durch eine Kreuzung von Lasgerdi Mashhad mit NJA 2. Gezüchtet wurde sie in New Jersey. 

## Beschreibung der Frucht
Die Reifezeit ist von Anfang bis Mitte Juli. Die Frucht wiegt 50–70 Gramm, die Form ist hochgebaut. Oft ist sie zur Hälfte rot gefärbt auf orangem Grund, sie hat feine Haut und neigt wenig zum Aufreißen (Platzen).
Das Fruchtfleisch ist orange, fest, saftig, süß und hat wenig Säure. Die Aprikose hat ein intensives Aroma, ausgewogen und angenehm. Die Frucht ist gut steinlöslich. Die Lagereignung ist limitiert, aber besser als bei Luizet. Die Frucht wird beim Weichwerden saftig.
Orangered blüht mittelspät. Sie ist  nicht selbstfruchtbar und wächst stark, halb aufrecht bis ausgebreitet, gut mit Fruchtholz garniert.
Der Ertragseintritt erfolgt früh. Ausdünnung ist notwendig. Hohe Erträge können zu kleinen, qualitativ nicht befriedigenden Früchten führen.

## Anfälligkeiten
Die Frucht ist resistent gegen die Scharka-Krankheit, wenig anfällig für Monilia und Bakterienbrand (Pseudomonas syringae) sowie Baumsterbeerkrankungen.
Sie ist für frühe Lagen geeignet und  präsentiert sich sehr gut. Sie weist hervorragende Qualität für den Einzelhandel auf. Mit knapp 120 ha ist sie die zweitmeistgepflanzte Sorte im Wallis und ist auch andernorts eine Hauptsorte. Wie alle Aprikosen ist sie ab der Blüte (Austrieb) ziemlich frostempfindlich, kann aber nach etwa −2 °C noch tragen; junge Früchte ertragen kaum Frost und fallen dann ab, wohingegen junges Laub und Rinde noch −8 °C überstehen können. Bei Wärmeeinbrüchen nach einer Kaltephase neigt sie zu verfrühtem Austrieb und kann dann ganz erfrieren, daher in nördlichen Gegenden nicht zu warm an Südwänden u. ä. pflanzen. Sie ist teilweise selbstfruchtbar, Befruchter sind Goldrich, Bergeron, Bergarouge, Harlayne, Harrogem, Fantasme.